# Кровососущие уроды
«Кровососу́щие уро́ды» (англ. Blood Sucking Freaks) — американский фильм ужасов, снятый в жанре трэша и сэксплотейшна режиссёром Джоэлом М. Ридом на студии Troma Entertainment в 1976 году. Основан на фильме Хершела Гордона Льюиса «Кудесник крови» 1970 года.

## Сюжет
Сарду имеет собственный театр ужасов, где показывает садистские представления: девушек под видом "магии" пытают на сцене. Однако, на самом деле девушек пытают не только на сцене, но и за кулисами. Девушки сидят в клетках, подвергаются регулярным истязаниям и питаются сырым мясом. На одном представлении девушке сжимают голову тисками так, что она умирает. Один респектабельный критик, Криси Сайло, отказывается писать статью о представлении, мотивируя это тем, что он «не верит» в происходящее на сцене. Помощник Сарду, отвратительный карлик Ральфус, похищает критика и сажает на цепь. Сарду объясняет Сайло, что пытки ломают волю девушек, и те начинают беспрекословно ему подчиняться, называя хозяином, сам же критик, в случае отказа написать хвалебную статью, станет частью представления.
Сарду с помощником планирует поставить новое шоу: совместить садизм и балет. Для этого они похищают известную балерину Наташу ди Натали. Чтобы заставить её участвовать в представлении, ей демонстрируют пытки и убийства других девушек. Балерина соглашается только тогда, когда перед ней отпиливают ноги её коллеге.
Тем временем влюблённый в девушку Том Маверик заявляет о её исчезновении. Продажный полицейский - сержант Джон Туччи объясняет ему, что в этом городе без взятки ничего не происходит. Вскоре Сарду объявляет о премьере своего шоу, и Туччи приходит к нему, вымогая деньги.
Садистский балет, на котором Наташа перед публикой убивает критика, состоялся. Сидя в зале сержант говорит Маверику, что шоу - прикрытие для основного бизнеса Сарду - торговли белыми рабынями, а в стране очень много мест, где существует работорговля и остановить это невозможно: если закрыть её в одном месте, она обязательно появится в другом. Туччи и Маверик проникают за кулисы и обезвреживают Сарду и его помощников. Сержант, надеясь добраться до денег Сарду обнаруживает девушек в клетках и отпирает их. Обезумевшие девушки затаскивают его в клетку и съедают. Наташа, пытаясь спасти хозяина Сарду, убивает своего возлюбленного. Девушки, выбравшись из клеток, празднуют, съедая своих мучителей.

## В ролях
- Шеймус О’Брайен — Сарду
- Луис Де Хесус — Ральфус
- Виджу Крем — Наташа ди Натали
- Найлз МакМастер — Том Маверик
- Дан Фауси — Сержант Джон Туччи
- Алан Диллей — Криси Сайло, критик
- Альфонсо Денобль — средневосточный работорговец
- Эрни Пишер — доктор